# Honda Racing Corporation US
Pour les articles homonymes, voir HPD.

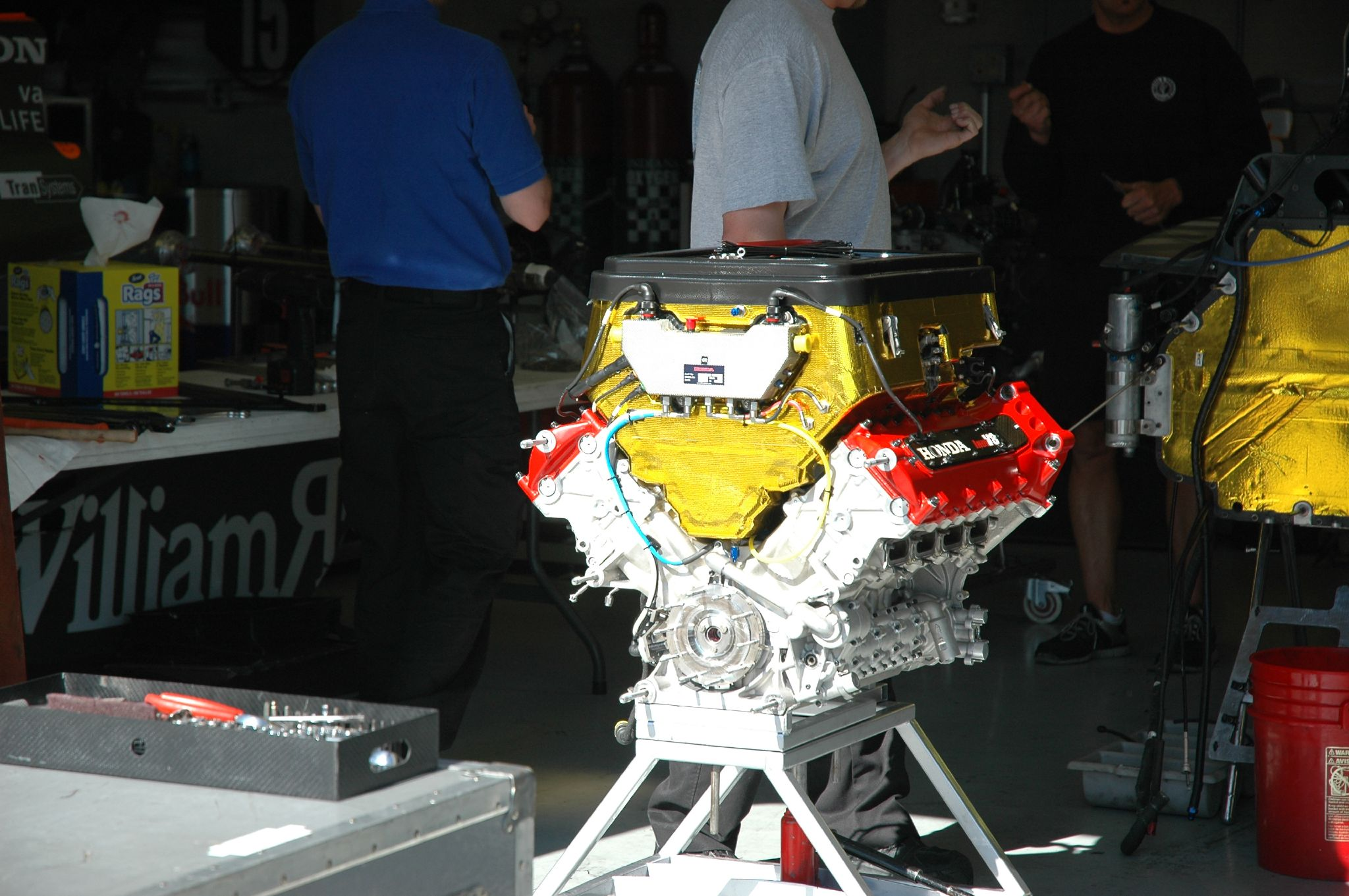
Le moteur Indy V8 de 2008

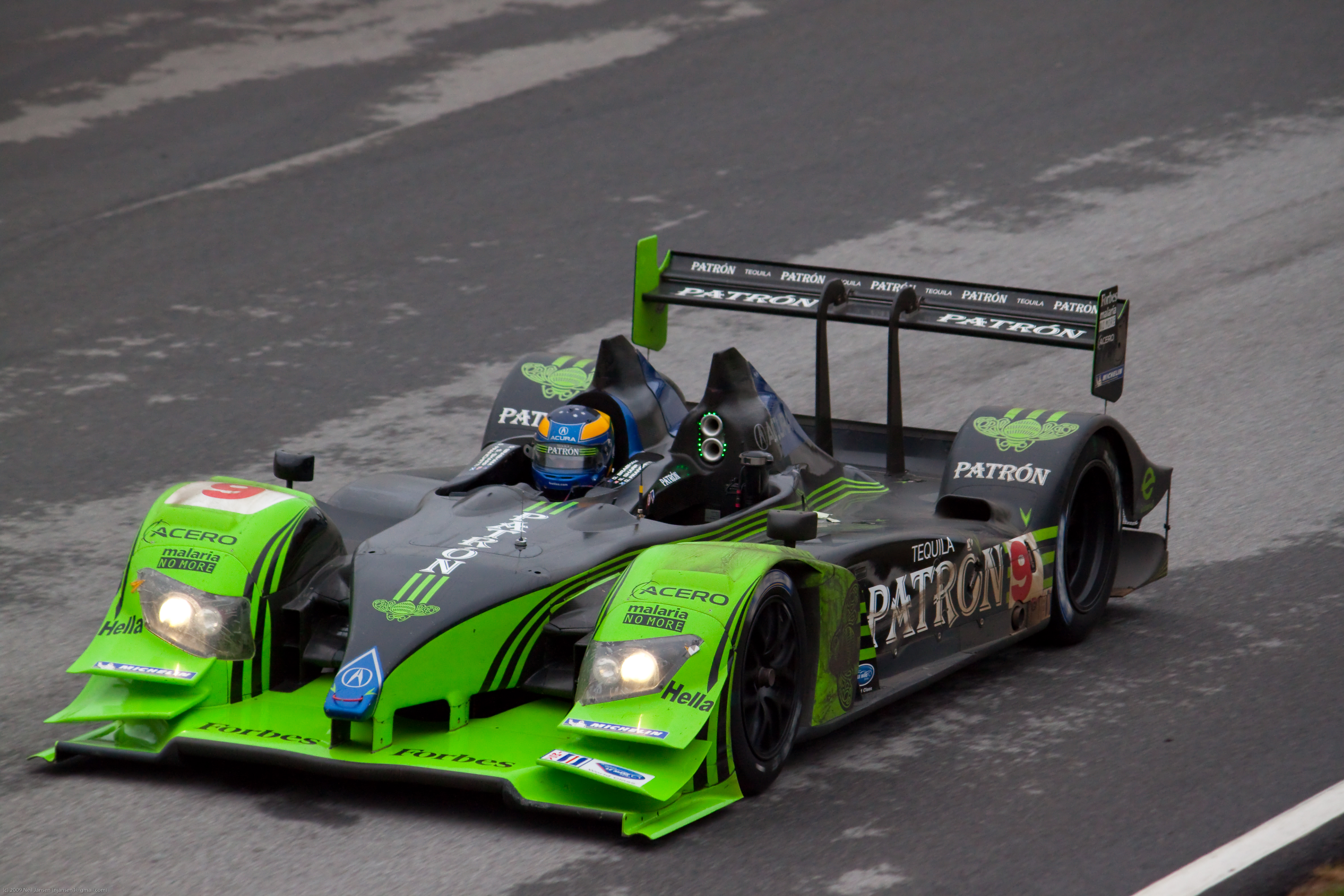
L'Acura ARX-02a du Highcroft Racing en 2009

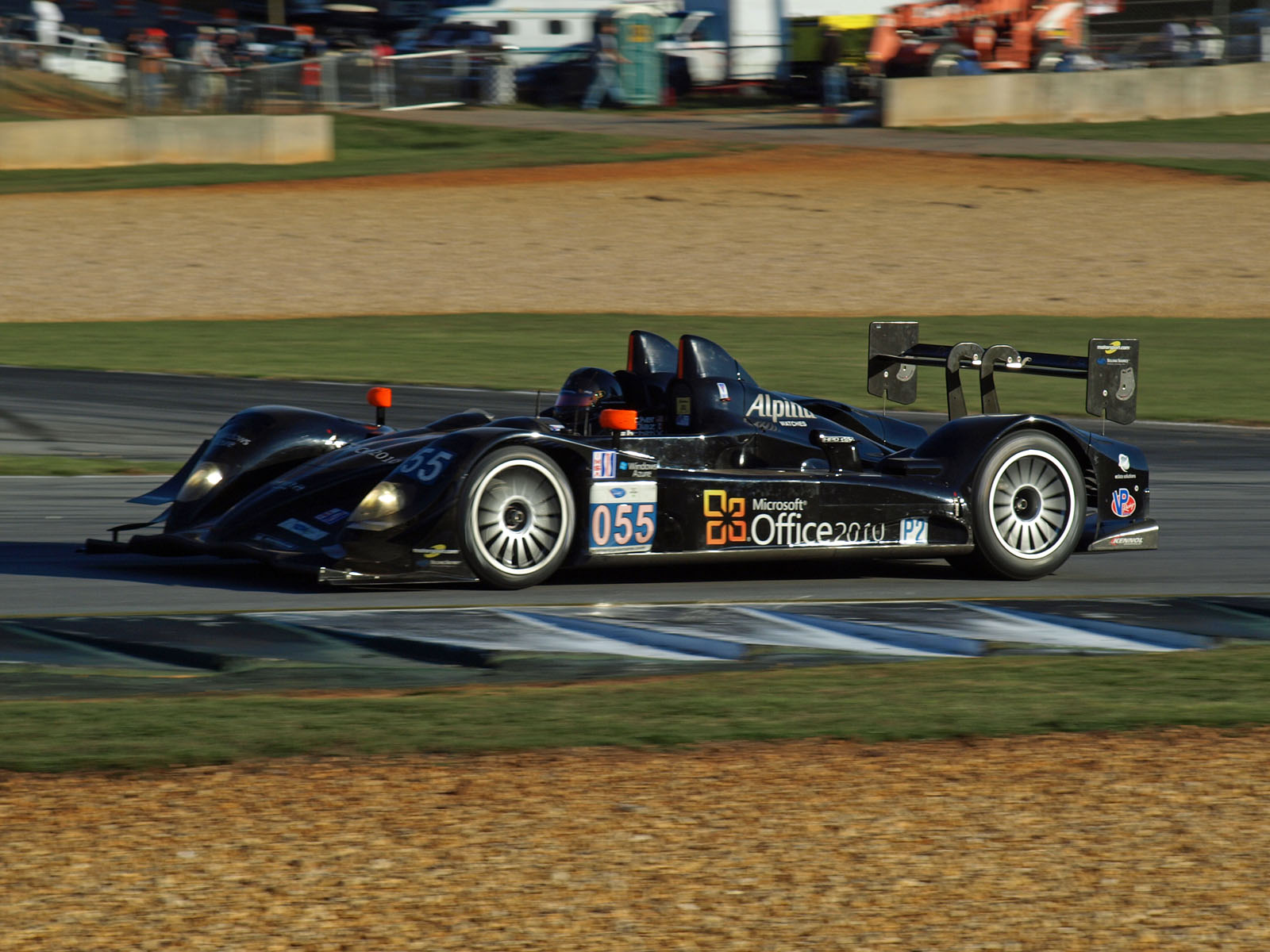
La HPD ARX-01g du Level 5 Motorsports en 2011

Honda Racing Corporation US anciennement Honda Performance Development, Inc. (HPD) est une filiale de la branche américaine de Honda fondée en 1993 et basée à Santa Clarita en Californie. Depuis sa création, ce centre de développement prend en charge toutes les campagnes sportives du groupe sur le continent nord-américain.

## Historique
En 2006, il est devenu le fournisseur unique des moteurs en IndyCar Series après avoir dominé les saisons 2004 et 2005. La participation en American Le Mans Series depuis 2007 aboutit aux titres en 2009 et 2010 et depuis 2010, les Acura ARX-01 et Acura ARX-02 développées par HPD porte les noms de HPD ARX-01 et HPD ARX-02. En 2011, la HPD ARX-03 a pris la suite de ces deux châssis.

## Palmarès
- CART
  - Six titres de champion dans le classement pilote de 1996 à 2001
  - Quatre titres de champion dans le classement moteur en 1996, 1998, 1999 et 2001

- IndyCar Series
  - Champion dans le classement pilote de 2004 à 2011

- American Le Mans Series
  - Double champion en 2009 dans les catégories LMP1 avec le Highcroft Racing et LMP2 avec le Fernández Racing (Châssis et moteur)
  - Champion dans la catégorie unique LMP en 2010 avec le Highcroft Racing (Châssis et moteur : HPD ARX-01c)
  - Champion dans la catégorie LMP1 en 2012 et 2013 (Châssis et moteur : HPD ARX-03b) avec le Level 5 Motorsports
  - Champion dans la catégorie LMP2 en 2011 (Moteur uniquement) puis en 2012 et 2013 (Châssis et moteur : HPD ARX-03c) avec le Muscle Milk Pickett Racing

- Le Mans Series
  - Champion dans la catégorie LMP2 en 2010 avec le Ray Mallock Ltd. (Moteur uniquement)

- 24 Heures du Mans
  - 5e et vainqueur de la catégorie LMP2 aux 24 Heures du Mans 2010 avec le Strakka Racing lors de la première participation de la HPD ARX-01 à cette course
  - 7e et vainqueur de la catégorie LMP2 aux 24 Heures du Mans 2012 avec le Starworks Motorsport et la HPD ARX-03b

- Championnat du monde d'endurance FIA
  - Champion dans la catégorie LMP2 en 2012 avec le Starworks Motorsport (Châssis et moteur : HPD ARX-03c)

- Championnat WeatherTech United SportsCar
  - Participation dans la catégorie Daytona Prototype international (DPi) à partir de 2018 avec le Team Penske (Châssis et moteur : Acura ARX-05 DPi)